# Minoji
Le Minoji (美濃路, route de Mino) était une route longue de 60 km au Japon durant l'époque d'Edo. C'était une route secondaire par rapport aux cinq routes. Elle reliait Miya-juku sur le Tōkaidō à Tarui-juku sur le Nakasendō.
La route fut très utilisée avant et après la bataille de Sekigahara en 1600. Fukushima Masanori, le chef des armées de l'est, emprunta le Minoji de Okoshi (actuelle Ichinomiya) à la province de Mino pour se rendre sur le site de la bataille. Tokugawa Ieyasu, le vainqueur de l'affrontement, l'emprunta à son tour pour recevoir un accueil de héros. Elle était également connue sous le nom de « Kichirei kaidō » (吉例街道).

## Principaux voyageurs
- Les ambassades royales en provenance de Corée voyagèrent dix fois sur cette route. Leur itinéraire habituel les faisait passer une nuit à Ōgaki-juku, puis elles se reposaient soit à Sunomata-juku soit à Okoshi-juku avant de passer la nuit suivante à Nagoya-juku.
- Les voyageurs officiels en provenance des îles Ryūkyū voyagèrent aussi sur le Minoji à partir de 1714 bien qu'ils empruntaient le Tōkaidō auparavant.

## Stations du Minoji

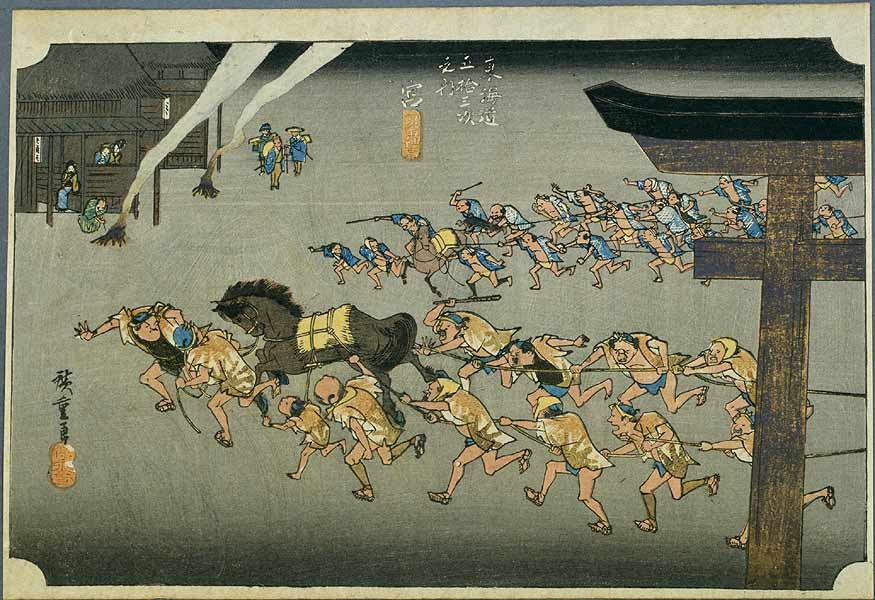
Miya-juku, estampe de Hiroshige de la série des Soixante-neuf Stations du Kiso Kaidō.

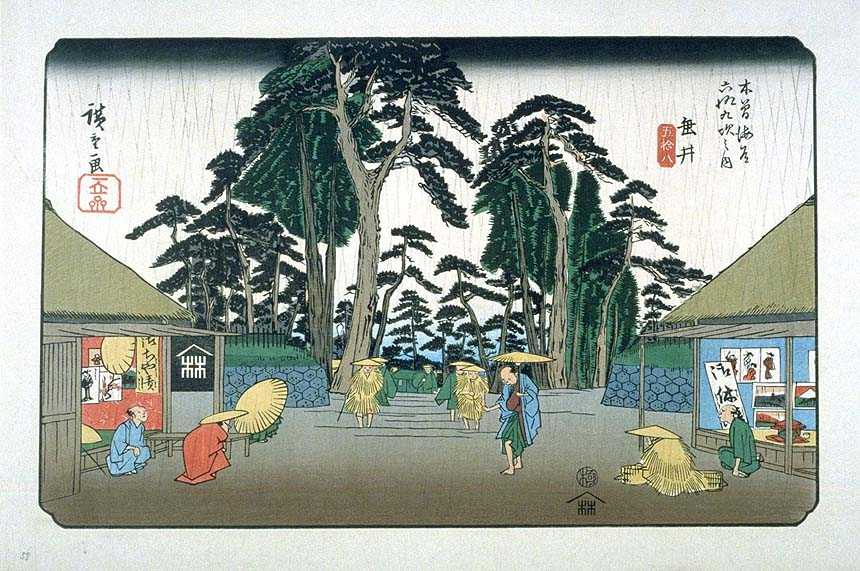
Tarui-juku, estampe de Hiroshige.

Il n'y avait que neuf stations sur le Minjoji, y compris les points de départ et d'arrivée. La route doit son nom à la province de Mino qui constitue la partie sud de la moderne préfecture de Gifu. À ce titre, la route couvre les préfectures d'Aichi et celle de Gifu. Les stations sont nommées ci-dessous avec le nom des municipalités modernes entre parenthèses.

### Préfecture d'Aichi
1. Miya-juku (宮宿) (Atsuta-ku, Nagoya) (en commun avec le Tōkaidō)
2. Nagoya-juku (名古屋宿) (Naka-ku, Nagoya)
3. Kiyosu-juku (清須宿) (Kiyosu)
4. Inaba-juku (稲葉宿) (Inazawa)
5. Hagiwara-juku (萩原宿) (Ichinomiya)
6. Okoshi-juku (起宿) (Ichinomiya)

### Préfecture de Gifu
7. Sunomata-juku (墨俣宿) (Ōgaki)
8. Ōgaki-juku (大垣宿) (Ōgaki)
9. Tarui-juku (垂井宿) (Tarui, district de Fuwa) (en commun avec le Nakasendō)

## Situation actuelle
La ligne principale Tōkaidō et la ligne Shinkansen Tōkaidō ainsi que les autoroutes Tōmei et Meishin suivent toutes le Tōkaidō historique de Tokyo à Nagoya. De Gifu à Kusatsu, elles suivent le Nakasendō historique, c'est pourquoi la route s'appelle aussi « Minoji » de Nagoya à Gifu. Par ailleurs, la route nationale 22 suit le tracé du Minoji.